# ساداكازو فوجي
ساداكازو فوجي (باليابانية: 藤井貞和؛ بالكانا: ふじい さだかず) . من مواليد 27 أبريل 1942، طوكيو، هو شاعر وباحث في الأدب الياباني ورواياته تشمل أنواع من الروايات القديمة، المانيوشو، الأدب الشفوي، ثقافة اوكيناوا، اللغة عينو والشعر المعاصر. هو معروف جيدا لدراسته لجينجي مونوجاتاري. قصائده ومقطوعاته استخدمت في المؤلفات الموسيقية ليوجي تاكاهاشي.